# Thou (angleščina)
Beseda thou ( /ðaʊ/ ) je v angleščini osebni zaimek v drugi osebi ednine. Danes je večinoma starinska, saj jo je v večini kontekstov nadomestila beseda you, čeprav se še vedno uporablja v nekaterih delih severne Anglije in na Škotskem (/ðu/). Thou je imenovalniška oblika; naklonska/predmetna oblika je thee (deluje kot tožilnik in dajalnik); svojilna oblika pa je thy (pridevnik) ali thine (kot pridevnik pred samoglasnikom ali kot svojilni zaimek); osebna povratna oblika pa je thyself. Kadar je thou slovnični osebek končnega glagola v povednem naklonu, se glagolska oblika običajno konča na -(e)st (npr. "thou goest", "thou do(e)st"), v nekaterih primerih pa samo na -t (npr. "thou art"; "thou shalt").
Prvotno je bil zaimek thou le edninska oblika množinskega zaimka ye, ki izhaja iz starodavnega indoevropskega korena. V srednji angleščini je bil thou včasih predstavljen s pisno okrajšavo, ki je nad črko <i>thorn</i> postavila majhen "u": þͧ (pozneje je bila ta okrajšava v tiskarskih strojih, ki te črke niso imeli,predstavljena kot yͧ). Od leta 1300 sta se thou in thee uporabljala za izražanje domačnosti, formalnosti ali prezira, za naslavljanje tujcev, nadrejenih ali podrejenih ali v primeru, ko je bilo treba navesti ednino, da bi se izognili zmedi; sočasno sta se množinski obliki, ye in you, začeli uporabljati tudi za ednino: običajno za naslavljanje vladarjev, nadrejenih, enakih, podrejenih, staršev, mlajših oseb in drugih pomembnejših. V 17. stoletju se thou v knjižnem jeziku ni več redno uporabljal, saj je pogosto veljal za nevljudnega, vendar se je ohranil, včasih v spremenjeni obliki, v narečjih Anglije in Škotske  ter tudi v jeziku verskih skupin, kot je Prijateljska družba. Zaimek se še vedno uporablja tudi v angleških krščanskih molitvah in poeziji. 
V zgodnjih angleških prevodih Svetega pisma je bila uporabljena znana oblika druge osebe v ednini, ki odraža splošno rabo v drugih jezikih. Poznano in edninsko obliko uporabljajo pri govoru o Bogu v francoščini (v protestantizmu v preteklosti in sedanjosti, v katolištvu od reform po II. vatikanskem koncilu), nemščini, španščini, italijanščini, portugalščini, škotski gelščini in številnih drugih (vsi ti jeziki v sodobnem govoru ohranjajo uporabo "neformalne" edninske oblike druge osebe). Poleg tega so angleški prevajalci različice Svetega pisma kralja Jakoba skušali ohraniti razlikovanje med edninskimi in množinskimi drugoosebnimi zaimki in glagolskimi oblikami, ki jih najdemo v Svetem pismu v hebrejščini, aramejščini in koinejski grščini, zato so za ednino uporabljali thou, thee, thy, za množino pa ye, you, your, yours.
V standardni sodobni angleščini se beseda thou še vedno uporablja v formalnih verskih besedilih, pri poročnih obredih, v literaturi, ki si prizadeva za poustvariti starinski jezik, ter v nekaterih stalnih besednih zvezah, kot je "fare thee well"; zato mnogi zaimek povezujejo s slovesnostjo ali formalnostjo. Številna narečja so pomanjkanje razlikovanja med ednino in množino, ki ga je povzročilo izginotje zaimkov thou in ye, nadomestila z oblikovanjem novih množinskih zaimkov, kot so yinz, yous  in y'all ali pogovorno you guys. Ye je še vedno pogost v nekaterih delih Irske, vendar se pravkar navedeni primeri razlikujejo glede na območje in so običajno omejeni na pogovorni govor.

## Slovnica
Ker je thou izginil iz splošne rabe, njegove tradicionalne oblike pogosto zamenjujejo tiste, ki posnemajo starinski jezik. 

### Sklanjatev
Angleški osebni zaimki imajo standardizirano sklanjatev po naslednji tabeli: 
|          |                   | imenovalnik | naklonski  | rodilnik           | svojina        |
| -------- | ----------------- | ----------- | ---------- | ------------------ | -------------- |
| 1. oseba | ednina            | I           | me         | my/mine 1          | mine           |
| 1. oseba | množina           | we          | us         | our                | ours           |
| 2. oseba | neformalna ednina | thou        | thee       | thy/thine 1        | thine          |
| 2. oseba | neformalna ednina | ye, you     | you        | your               | yours          |
| 2. oseba | množina           | ye, you     | you        | your               | yours          |
| 3. oseba | ednina            | he/she/it   | him/her/it | his/her/his (it) 2 | his/hers/his 2 |
| 3. oseba | množina           | they        | them       | their              | theirs         |

1. Rodilniki my, mine, thy in thine se uporabljajo kot svojilni pridevniki pred samostalnikom ali kot svojilni zaimki brez samostalnika. Vse štiri oblike se uporabljajo kot svojilni pridevniki: mine in thine se uporabljata pred samostalniki, ki se začenjajo na samoglasnik, ali pred samostalniki, ki se začenjajo na črko h, ki je bil običajno nem (npr. thine eyes in mine heart, ki se je izgovarjalo kot mine art), my in thy pa pred soglasniki (thy mother, my love). Vendar pa se kot svojilni zaimki uporabljata le mine in thine, kot npr. v it is thine in they were mine (ne they were my).
2. Od zgodnjega obdobja zgodnje sodobne angleščine do 17. stoletja je bil his svojilni zaimek za tretjeosebni it kot tudi za tretjeosebni moški zaimek he. Rodilnik it se enkrat pojavi v Bibliji kralja Jamesa iz leta 1611 (3 Mz 25,5) v "...groweth of it owne accord..."

### Povezava
Glagolske oblike, uporabljene za thou , se običajno končajo na -est (izgovarja se /-ᵻst/ ) ali -st v povednem naklonu v sedanjiku in pretekliku . Te oblike se uporabljajo za močne in šibke glagole .
Sledijo tipični primeri standardnih sedanjiških in pretekliških oblik. E v končnici ni obvezen; zgodnje angleško črkovanje še ni bilo standardizirano. V verzih je bila odločitev o tem, ali uporabiti e, pogosto odvisna od zamisli o metromu.
- to know: thou knowest, thou knewest
- to drive: thou drivest, thou drovest
- to make: thou makest, thou madest
- to love: thou lovest, thou lovedst
- to want: thou wantest, thou wantedst

Naklonskim glagolom je svojim oblikam dodan tudi -(e)st :
- can: thou canst
- could: thou couldst
- may: thou mayest
- might: thou mightst
- should: thou shouldst
- would: thou wouldst
- ought to: thou oughtest to

Nekaj glagolov ima nepravilne thou oblike:
- to be: thou art (or thou beest), thou wast /wɒst/ (ali thou wert; izvirno thou were)
- to have: thou hast, thou hadst
- to do: thou dost /dʌst/ (ali thou doest v ne-pomožni rabi) and thou didst
- shall: thou shalt
- will: thou wilt

Nekaj se jih ne sklanja:
- must: thou must

V praangleščini je bila v drugi osebi ednine glagola sklanjatev -es. Ta je v nespremenjeni obliki prišla iz indoevropščine in jo je mogoče opaziti v precej oddaljenih sorodnih indoevropskih jezikih: rusko знаешь, znayesh, "veš" (thou knowest), v latinščini je to v obliki amas, "ljubiš" (thou lovest). (To je vzporedno z zgodovino tretjeosebne oblike, v stari angleščini -eþ, v ruščini знает, znayet, "(on) ve" (he knoweth), v latinščini amat, he knoweth). Nekoliko drugačni razvoj od -es do sodobnega angleškega -est, ki je potekal ločeno v približno istem času v tesno povezanih nemških in zahodnofrizijskih jezikih, naj bi bil posledica prilikovanja soglasnika zaimka, ki je pogosto sledil glagolu. To najlažje opazimo v nemščini: liebes du → liebstu → liebst du ("ljubim te"). 

#### Primerjava
| Zgodnja sodobna angleščina    | Sodobna zahodnofrizijščina | Sodobna nemščina             | Sodobna nizozemščina           | Sodobna angleščina                  |
| ----------------------------- | -------------------------- | ---------------------------- | ------------------------------ | ----------------------------------- |
| Thou hast                     | Do hast [dou ˈhast]        | Du hast [duː ˈhast]          | Jij hebt [jɛɪ ˈɦɛpt]           | You have                            |
| She hath                      | Sy hat [sɛi ˈhat]          | Sie hat [ziː ˈhat]           | Zij heeft [zɛɪ ˈɦeft]          | She has                             |
| What hast thou?               | Wat hasto? [vat ˈhasto]    | Was hast du? [vas ˈhast duː] | Wat heb je? [ʋɑt ˈɦɛp jə]      | What do you have? (What have you?)  |
| What hath she?                | Wat hat sy? [vat ˈhat sɛi] | Was hat sie? [vas ˈhat ziː]  | Wat heeft zij? [ʋɑt ˈɦeft zɛɪ] | What does she have? (What has she?) |
| Thou goest                    | Do giest [dou ˈɡiəst]      | Du gehst [duː ˈɡeːst]        | Jij gaat [jɛɪ ˈxat]            | You go                              |
| Thou doest                    | Do dochst [dou ˈdoχst]     | Du tust [duː ˈtuːst]         | Jij doet [jɛɪ ˈdut]            | You do                              |
| Thou art (variant thou beest) | Do bist [dou ˈbɪst]        | Du bist [duː ˈbɪst]          | Jij bent [jɛɪ ˈbɛnt]           | You are                             |

V nizozemščini je ekvivalent za "ti", du prav tako postal arhaičen in izginil iz uporabe, nadomestil pa ga je nizozemski ustreznik za "ti", gij (kasneje jij ali u ), tako kot v angleščini, z mestom neformalne množine, ki jo je prevzela jullie ( primerjaj angleško y'all ).
V subjunktivu in velelnem naklonu se končnica na -(e)st opušča (čeprav se na splošno ohranja v thou wert, 2. osebi ednine preteklika glagola to be). Subjunktivne oblike se uporabljajo, kadar je izjava dvomljiva ali v nasprotju z dejstvi; kot take se pogosto pojavljajo za if in pesniškim and.
If thou be Johan, I tell it thee, right with a good advice ... ; 
Be Thou my vision, O Lord of my heart ... 
I do wish thou wert a dog, that I might love thee something ... 
And thou bring Alexander and his paramour before the Emperor, I'll be Actaeon ... 
O WERT thou in the cauld blast, ... I'd shelter thee ... 
V sodobnih regionalnih angleških narečjih, ki uporabljajo thou ali kakšno drugo različico, na primer v Yorkshiru in Lancashiru, je pogosto v tretji osebi glagola -s. To je posledica združitve zgodnjesodobne angleške druge osebe ednine s končnico -st in tretje osebe ednine s končnico -s v -s (slednja je severna različica -þ (-th)).
Povedni naklon v sedanjiku za art ("þu eart") izvira iz zahodnosaksonske stare angleščine (glej OED s.v. be IV.18) in je sčasoma postal standarden tudi na jugu (npr. v Shakespearu in Svetem pismu). Za vpliv tudi s severa prim. islandski þú ert. Povedni naklon v predpretekliku za be je na splošno thou wast.

## Izvor
Thou izvira iz staroangleškega þū, in nazadnje po Grimmovem zakonu iz protoindoevropskega * tu, s pričakovanim germanskim daljšanjem samoglasnika v naglašenih enozložnih besedah z odprtim zlogom. Thou je torej soroden islandskemu in staronordijskemu þú, nemškemu in celinskoskandinavskem du , latinskemu in vsem večjim romanskim jezikom, irskemu, kurdskemu, litovskemu in latvijščina tu ali tú, grškemu σύ ( sy ), slovanskemu ты / ty ali ти / ti, armenskemu դու ( dow / du ), hindijskemu तू (tū), bengalskemu : তুই ( tui ), perzijskemu تُو (to) in sanskrtskemu त्वम् (tvam). Sorodna oblika tega zaimka obstaja tudi v skoraj vseh drugih indoevropskih jezikih. 

## Zgodovina

### Stara in srednja angleščina
V stari angleščini je za thou veljalo preprosto pravilo: thou je naslavljal eno osebo, ye pa več kot eno. V 14. stoletju je thou postopoma nadomestil množinski ye kot oblika nagovora nadrejene osebe podrejeni, in kasneje za enakovredne. Thou pa je še dolgo ostala najpogostejša oblika za nagovarjanje "manjvrednega" človeka. 
Razlikovanje ednine in množine z uradno in neuradno obliko se imenuje T-V distinction in je v angleščini v veliki meri posledica vpliva francoščine. Začelo se je z rabo naslavljanja kraljev in drugih aristokratov v množini. Sčasoma se je to posplošilo, tako kot v francoščini, na naslavljanje vseh družbeno nadrejenih ali tujcev z množinskim zaimkom, kar je veljalo za bolj vljudno. V francoščini je tu sčasoma obveljal za intimnega ali pokroviteljskega (in za tujca lahko celo žaljivega), medtem ko je bila množinska oblika vous zadržana in uradna.

### Splošni upad zgodnje sodobne angleščine
V 17. stoletju je v standardnem jeziku (to je zlasti v Londonu in njegovi okolici) precej nenadoma začela upadati raba besede thou, ki je pogosto veljala za nevljudnega ali dvoumnega v smislu vljudnosti. Ohranil se je, včasih v spremenjeni obliki, zlasti v krajevnih narečjih Anglije in Škotske, ki so bolj oddaljena od Londona, ter v jeziku verskih skupin, kot so kvekerji. Razlogi, ki jih sodobni jezikoslovci pogosto navajajo za zaton besede thou v 17. stoletju, so vse večje povezovanje besede you z "vljudno družbo" in negotovost pri uporabi besede thou za podrejene in you za nadrejene (pri čemer je bil you bolj varen) sredi vzpona novega srednjega razreda.
V 18. stoletju je Samuel Johnson v A Grammar of the English Tongue zapisal: »v jeziku slovesnosti ... se druga oseba množine uporablja za drugo osebo ednine«, s čimer namiguje, da je beseda ti še vedno v vsakodnevni rabi. druga oseba ednine, medtem ko bi se lahko uporabljalo za isto slovnično osebo, vendar le za formalne kontekste. Samuel Johnson pa se ni rodil in odraščal v južni Angliji, temveč v West Midlandsu (natančneje v Lichfieldu, Staffordshire), kjer se ti uporablja do danes (glej spodaj), zato ni presenetljivo, da menil bi ga za povsem navadnega in bi ga tako opisal. Nasprotno pa je za večino govorcev južne britanske angleščine ti že nekje okoli leta 1650 izginil iz vsakdanje rabe, tudi v domačem govoru.  Vztrajal si v številnih verskih, literarnih in regionalnih kontekstih in ti žepi nadaljnje uporabe zaimka so spodkopavali zastarelost razlikovanja T–V.
Ena od pomembnih posledic upadanja rabe zaimkov v drugi osebi ednine thou, thy in thee je zameglitev nekaterih družbeno-kulturnih elementov zgodnjesodobnih angleških besedil, kot so številne interakcije likov v Shakespearovih igrah, ki so bile večinoma napisane med letoma 1589 in 1613. Čeprav Shakespeare v svojih delih še zdaleč ni dosleden, se njegovi liki predvsem nagibajo k uporabi thou (in ne you), kadar nagovarjajo drugega, ki je družbeno podrejen, bližnji prijatelj ali družinski član ali osovražen zločinec.

## Raba

### Raba kot glagol
Številni evropski jeziki vsebujejo glagole, ki pomenijo "nagovoriti z neuradnim zaimkom" (slovensko tikati), na primer nemški duzen, norveški samostalnik dus pa se nanaša na rabo te znane oblike nagovora namesto običajnih uradnih oblik De/Dem/Deres; francosko tutoyer, špansko tutear, švedsko dua, nizozemsko jijen en jouen, ukrajinsko тикати (tykaty), rusko тыкать (tykat'), poljsko tykać, romunsko tutui, madžarsko tegezni, finsko sinutella itd. Čeprav v angleščini ni pogosta, se občasno le uporabi kot glagol, na primer na sojenju siru Walterju Raleighu leta 1603, ko naj bi sir Edward Coke, ki je tožil za krono, želel Raleigha užaliti z besedami:
I thou thee, thou traitor! (Naslavljam te z thou (si te podrejujem, te tikam), ti izdajalec!)
V sodobni angleščini: I "thou" you, you traitor!
tu uporabljamo glagol thou, ki pomeni nagovarjati (nekoga) "thou" (ti) ali "thee" (tebi). Čeprav se takšna raba ni nikoli uveljavila v standardni angleščini, se pojavlja v narečnem govoru na severu Anglije. Nekdaj pogost opomin v jorkširskem narečju za opominjanje otrok, ki so neprimerno uporabljali "domačno" obliko, je bil:
Don't thee tha them as thas thee! (Ne smeš jih imeti za take, kot jih imaš ti!)
V sodobni angleščini: Don't you "tha" those who "tha" you! (Ne "tha" tistim, ki "tha" tebi!)
Z drugimi besedami: Don't use the familiar form "tha" towards those who refer to you as "tha". ("Ne uporabljajte domačne oblike "tha" za tiste, ki vas imenujejo "tha".") Tha je krajevna narečna različica thou.
In podobno v Lancashireskem narečju :
Don't thee me, thee; I's you to thee!
V standardni angleščini: Don't "thee" me, you! I'm "you" to you! (Ne ti meni "thee" (ti)! Jaz sem zate "you" (Vi)!)

### Verska raba

#### Krščanstvo
Mnogi konservativni kristjani uporabljajo Thee, Thou, Thy in Thine ko v molitvi nagovarjajo Boga; v katekizmu bratov iz Plymoutha Gathering Unto His Name Norman Crawford razloži rabo: 
Angleški jezik vsebuje spoštljive oblike drugoosebnega zaimka, ki nam omogočajo, da Bogu izkazujemo spoštovanje v pogovoru z Njim. Po stari tradiciji se te spoštljive oblike uporabljajo v molitvi. Kako dobro je v času nespoštljivosti, na vsak način, ki ga zmoremo, pokazati, da "On (Bog) ni človek kot jaz" (Job 9,32).Predloga:History of EnglishKo se nanaša na Boga, se thou (kot pri drugih zaimkih) pogosto piše z veliko začetnico, npr. "For Thou hast delivered my soul from death" (Kajti rešil si mojo dušo smrti) (Psalm 56:12-13 ).   
Ko je William Tyndale v začetku 16. stoletja prevedel Sveto pismo v angleščino, je ohranil razlikovanje med ednino in množino, ki jo je našel v hebrejskih in grških izvirnikih. Za ednino je uporabljal thou, za množino pa ye, ne glede na medsebojni položaj govorca in naslovnika. Tyndaleova raba je bila standardna za to obdobje in se je ujemala z rabo, ki jo je bilo mogoče najti v zgodnejši Wycliffovi Bibliji in poznejši Bibliji kralja Jamesa. Ker pa je v 18. stoletju uporaba besede thou v nenarečni angleščini začela upadati, je njen pomen kljub temu ostal znan iz razširjene uporabe slednjega prevoda. Pregledana in popravljena standardna različica Svetega pisma, ki je prvič izšla leta 1946, je ohranila zaimek thou izključno za naslavljanje Boga, na drugih mestih pa je uporabljala you. To pa zato, da bi se ohranil ton, hkrati intimen in spoštljiv, ki bi bil znan tistim, ki so poznali različico kralja Jakoba in so v bogoslužni rabi brali psalme in podobna besedila. Nova ameriška standardna Biblija (1971) je sprejela enako odločitev, vendar jo je revizija iz leta 1995 (New American Standard Bible, Updated edition) spremenila. Podobno je Revised English Bible iz leta 1989 opustila vse oblike thou, ki so se pojavile v prejšnji New English Bible (1970). New Revised Standard Version (1989) v celoti opušča thou in trdi, da je neskladno in v nasprotju s prvotnim namenom rabe thou pri prevajanju Svetega pisma sprejeti svojilni zaimek za naslavljanje Božanstva.
Tudi Book of Common Prayer iz leta 1662, ki je še vedno dovoljena oblika bogoslužja v Anglikanski cerkvi in večjem delu anglikanske skupnosti, uporablja besedo thou za drugo osebo ednine.
Kvekerji so tradicionalno uporabljali thee kot navadni zaimek kot del svojega pričevanja o preprostosti - to rabo nadaljujejo nekateri Conservative Friends; po stereotipu uporabljajo thee tako za imenovalnik kot tožilnik. Tako rabo je na začetku kvekerskega gibanja uvedel George Fox, ki je to imenoval "preprost govor", kot poskus ohranjanja domačne enakovrednost, povezane z zaimkom. Večina kvekerjev je to rabo opustila. Na začetku je bilo gibanje kvekerjev še posebej močno na severozahodnih območjih Anglije in zlasti na območju severnega Midlandsa. Ohranitev zaimka thee v govoru kvekerjev je lahko povezana s to zgodovino. Sodobni kvekerji, ki se odločijo za ta način "preprostega govora", pogosto uporabljajo obliko "thee" brez ustrezne spremembe glagolske oblike, na primer is thee ali was thee.
V molitvenem izročilu Svetih iz poslednjih dni se izraza "thee" in "thou" vedno in izključno uporabljata za naslavljanje Boga v znak spoštovanja.

#### Islam inbahajstvo
V mnogih angleških prevodih Korana, zlasti v tistih, ki jih je sestavila Ahmadija, sta uporabljena izraza thou in thee . Poseben primer je tudi The Holy Quran - Arabic Text and English translation (Sveti Koran - arabsko besedilo in angleški prevod), ki ga je prevedel Maulvi Sher Ali . 
V angleških prevodih bahajskega svetega spisa se tudi uporabljata izraza thou in thee. Shoghi Efendi, poglavar verovanja je v prvi polovici 20. stoletja, sprejel slog, ki je bil nekoliko odmaknjen od vsakdanje razprave, ko je prevajal besedila iz izvirne arabščine ali perzijščine, da bi zajel nekaj poetičnosti in prispodobnosti besedila v izvirnih jezikih in posredovati misel, da je treba besedilo obravnavati za sveto. 

### Književna raba

#### Shakespeare
Tako kot njegovi sodobniki tudi William Shakespeare uporablja besedo thou v intimnem pomenu v francoskem slogu in tudi za poudarjanje razlik v položaju, vendar pri tem nikakor ni dosleden, saj se prijatelji in ljubimci včasih nagovarjajo z ye ali you prav tako pogosto kot thou, včasih na načine, ki jih je mogoče pomensko analizirati, pogosto pa očitno naključno.
Na primer v naslednjem odlomku iz Henrika IV. Shakespeare Falstaffu dovoli, da s Henrikom uporablja obe obliki. Sprva v zmedenosti ob prebujanju uporablja "you", nato pa preide na domačen in intimen "thou".
Princ: Thou art so fat-witted with drinking of old sack, and unbuttoning thee after supper, and sleeping upon benches after noon, that thou hast forgotten to demand that truly which thou wouldest truly know. What a devil hast thou to do with the time of the day? ...
Falstaff: Indeed, you come near me now, Hal ... And, I prithee, sweet wag, when thou art a king, as God save thy Grace – Majesty, I should say; for grace thou wilt have none –
Medtem ko Shakespeare v Hamletu za izražanje Hamletovega sovražnega odnosa do matere uporablja neusklajene drugoosebne zaimke.
Kraljica Gertruda: Hamlet, thou hast thy father much offended...
Hamlet: Mother, you have my father much offended.

#### Novejša raba
Razen v nekaterih pokrajinah Anglije, kjer se je ohranila vsakdanja raba, je neuradna domačnost, ki jo je nekoč vzbujala uporaba thou, izginila; pogosto se uporablja z nasprotnim učinkom ob slovesnih obrednih priložnostih, pri branju Svetega pisma kralja Jakoba, v Shakespearu in v uradnih literarnih sestavkih, ki namerno odražajo te starejše sloge. Ker je v večini narečij govorjene angleščine postal zastarel, so ga novejši pisci kljub temu uporabljali za nagovarjanje vzvišenih bitij, kot so Bog, škrjanec, Ahil in celo Mogočni Thor. V filmu Imperij vrača udarec Darth Vader nagovori imperatorja z besedami: "What is thy bidding, my master?" ("Kaj je tvoja želja, moj gospodar?") V pesmi Leonarda Cohena "Bird on the Wire" obljubi svoji ljubljeni, da se bo popravil, z besedami: "I will make it all up to thee." V pesmi Diane Ross "Upside Down" (ki sta jo napisala Nile Rodgers in Bernard Edwards iz skupine Chic) je besedilo "Respectfully I say to thee I'm aware that you're cheatin'." (Spoštljivo ti povem, da se zavedam, da me varaš). Michael Jackson v pesmi "Will You Be There" poje: "Hold me / Like the River Jordan / And I will then say to thee / You are my friend." ("Drži me / kot reka Jordan / in potem ti bom rekel / da si moj prijatelj.") Pomembno je, da tako Rossova kot Jacksonova besedila združujejo thee z običajno obliko you.
Pojavlja se tudi obratna oblika - uporaba končnice -est v drugi osebi ednine za tretjo osebo ("So sayest Thor!" govori Thor). Ta raba se pogosto pojavlja v sodobnih parodijah in pastiših, da bi govor izgledal starinsko ali uradno. Oblike thou in thee so pogosto prenesene.

## Trenutna raba
You je zdaj standardni angleški drugoosebni zaimek, ki vključuje tako ednino kot množino. V nekaterih narečjih se je zaimek thou ohranil, v drugih pa se thou ohranja zaradi pesniške in/ali književne rabe. Poleg tega so v drugih državah zaradi praznine, ki je nastala zaradi izgube razlike, nastale nove oblike druge osebe množine, na primer y'all na ameriškem jugu ali yous pri nekaterih Avstralcih, v narečjih, ki na splošno veljajo za narečja delavskega razreda v mestih na severovzhodu Združenih držav in v njihovi bližini. Oblike se razlikujejo po angleško govorečem svetu ter med književnostjo in govorjenim jezikom. Ohranila se je tudi kot frazemska beseda v splošno uporabljani besedni zvezi "holier-than-thou" ("svetejši od tebe").

### Vztrajnost druge osebe ednine
V tradicionalnih narečjih se thou uporablja v angleških grofijah Cumberland, Westmorland, Durham, Lancashire, Yorkshire, Staffordshire, Derbyshire in nekaterih zahodnih delih Nottinghamshira. Raziskava anglo-velških narečij, ki se je začela leta 1968, je pokazala, da se thou ohranja v razpršenih krajih Clwyd, Dyfed, Powys in West Glamorgan. Takšna narečja običajno ohranjajo tudi različne glagolske oblike za drugo osebo ednine, na primer thee coost (standardna angleščina: you could, starinsko: thou couldst) v severnem Staffordshiru. Na podeželju Yorkshira se je ohranilo staro razlikovanje med imenovalnikom in naslonsko obliko. V krajevnih narečnih zapisih se svojilni zaimek pogosto piše kot thy, vendar se izgovarja kot nenaglašeni tha, svojilni zaimek pa v sodobni rabi skoraj izključno sledi drugim angleškim narečjem in postal yours ali beseda krajevne rabe your'n (iz your one):
|             |        | imenovalnik | naslonska oblika | rodilnik  | svojilni zaimek |
| druga oseba | ednina | tha         | thee             | thy (tha) | yours / your'n  |

Navidezno neskladje med starinskimi imenovalniškimi, naslonskimi in rodilniškimi oblikami tega zaimka na eni strani in sodobno svojilno obliko na drugi je lahko znak, da se zaradi jezikovnega odklona yorkshirskega narečja ta zaimek ne uporablja več; vendar temu morda klubuje krajevni ponos na narečje.
Nekatere druge različice so značilne za določena območja. V Sheffieldu so začetni soglasnik izgovarjali kot /d/, zaradi česar so ljudje iz Sheffielda dobili vzdevek "dee-dahs". V Lancashiru in zahodnem Yorkshiru se je ta [tə] uporabljal kot nenaglašena krajšava za thou, kar je mogoče najti v pesmi "On Ilkla Moor Baht 'at", čeprav je K. M. Petyt pri svojem terenskem delu v letih 1970-1 ugotovil, da je bila ta oblika v mestnem zahodnem Yorkshiru v veliki meri izpuščena.
Na podeželju severnega Lancashira med Lancasterjem in mejo s severnim Yorkshirom se tha ohranja v pogovornih frazah, kot je "What would tha like for thi tea?" (Kaj bi rad za večerjo?), "'appen tha waint" ("morda ne boš" - "happen" je narečna beseda za morda) in "tha knows" (ti veš). Ta raba v Lancashiru postaja redka, razen pri starejših in podeželskih govorcih.
Dobro znana navada komika Petra Kaya iz Boltona v Greater Manchestru (zgodovinsko v Lancashiru) je stavek "Has tha nowt moist? ”  (Have you got nothing moist? - Ali nimate nič vlažnega?).
Uporaba besede "thee" v pesmi " <i>I Predict a Riot</i> " skupine Kaiser Chiefs iz Leedsa ("Watching the people get lairy / is not very pretty, I say thee") je povzročila precejšen odziv ljudi, ki se niso zavedali, da se beseda še vedno uporablja v Yorkshirskem narečju .
Beseda "thee" je uporabljena tudi v pesmi Upside Down "Respectfully, I say to thee / I'm aware that you're cheating". 
Besedna zveza "tha knows" se pogosto uporablja v različnih pesmih Arctic Monkeys, priljubljene skupine iz High Greena, predmestja Sheffielda. Alex Turner, glavni pevec skupine, je med izvajanji v živo pogosto zamenjal besede s "tha knows".
V narečjih Zahodne dežele se raba v manjši meri ohranja, čeprav okrnjeni. Nekatere pesmi skupine Wurzels vključujejo izraze, kot so "Drink Up Thy Zider " in "Sniff Up Thy Snuff". 
V orkadskem škotskem narečju se namesto neformalne edninske oblike thou uporablja tudi thoo. V shetlandskem narečju, drugi obliki otoške škotščine, se uporabljata du in dee. V narečju Cromarty na severni Škotski je bila beseda "thou" v prvi polovici 20. stoletja v splošni rabi, zdaj pa je le še v občasni rabi.

## Splošna in citirana literatura
- Baugh, Albert C. in Thomas Cable. Zgodovina angleškega jezika, 5. izd.ISBN 0-13-015166-1ISBN 0-13-015166-1
- Burrow, JA, Turville-Petre, Thorlac. Knjiga srednje angleščine .ISBN 0-631-19353-7ISBN 0-631-19353-7
- Daniel, David. Sveto pismo v angleščini: njena zgodovina in vpliv .ISBN 0-300-09930-4ISBN 0-300-09930-4 .
- Smith, Jeremy. Zgodovinska študija angleščine: oblika, funkcija in sprememba .ISBN 0-415-13272-XISBN 0-415-13272-X
- "Ti, osebni zaimek, 2. sing. " Oxfordski angleški slovar, 2. izdaja. (1989). Oxfordski angleški slovar .
- Trudgill, Peter. (1999) Blackwell Publishing. Narečja Anglije .ISBN 0-631-21815-7ISBN 0-631-21815-7